# Bourg-des-Comptes
Bourg-des-Comptes är en kommun i departementet Ille-et-Vilaine i regionen Bretagne i nordvästra Frankrike. Kommunen ligger i kantonen Guichen som tillhör arrondissementet Redon. År 2022 hade Bourg-des-Comptes 3 388 invånare.

## Befolkningsutveckling
Antalet invånare i kommunen Bourg-des-Comptes
Referens:INSEE